# Хижацтво котів у дикій природі

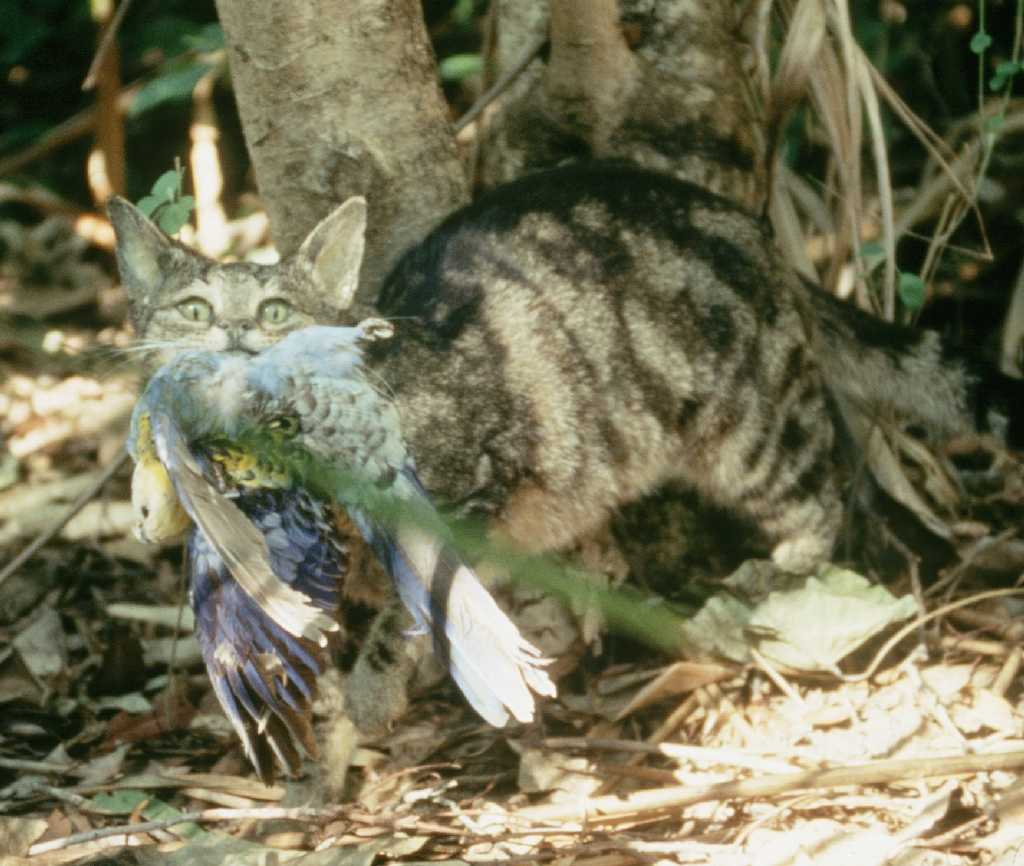
Щороку кішки вбивають мільярди диких птахів. Цей дикий кіт поблизу Брисбена зловив світлоголову розелу

Хижацтво котів у дикій природі є результатом природних інстинктів і поведінки як здичавілих, так і домашніх кішок, спрямованих на полювання на дрібну здобич, включаючи дику природу. Деякі люди вважають це бажаним явищем, як, наприклад, у випадку амбарних котів та інших котів, яких утримують для цільової боротьби зі шкідниками; але наукові дані не підтверджують популярного використання котів для контролю міських популяцій щурів, і екологи виступають проти їх використання для цієї мети через непропорційну шкоду, яку вони завдають корисній місцевій дикій природі. Як інвазивний вид і суперхижак коти завдають значної екологічної шкоди.
Завдяки природному мисливському інстинкту котів, здатності адаптуватися до різних середовищ і широкому спектру дрібних тварин, на яких вони полюють, як дикі, так і домашні коти є відповідальними за хижацтво на дику природу. Проста присутність котів у середовищі може викликати страх серед місцевих видів через екологію страху, впливаючи на популяції місцевих видів і обмежуючи їх виживання. Коти також є переносниками хвороб. Є методи, які допомагають пом'якшити вплив здичавілих котів на навколишнє середовище за допомогою різних форм управління популяцією. Зменшення впливу котів на навколишнє середовище обмежене сприйняттям суспільства щодо котів, оскільки люди мають стосунки з котами як з товаришами.
В Австралії коти призвели до вимирання принаймні 20 місцевих ссавців і продовжують загрожувати щонайменше 124 іншим. Їхня інтродукція спричинила зникнення принаймні 33 ендемічних видів на островах по всьому світу. У 2013 році систематичний огляд даних 17 досліджень у Nature Communications показав, що дикі та домашні коти щороку вбивають мільярди птахів у Сполучених Штатах.